# Psychotria viridibractea
Psychotria viridibractea är en måreväxtart som beskrevs av Julian Alfred Steyermark. Psychotria viridibractea ingår i släktet Psychotria och familjen måreväxter. Inga underarter finns listade i Catalogue of Life.